# Manoir de Crux
Le manoir de Crux est un édifice situé à Regnéville-sur-Mer, région Normandie, en France.

## Localisation
Le monument est situé dans le département français de la Manche, sur le territoire de Regnéville-sur-Mer au sud du village d'Incleville.

## Historique
Les façades et toitures sont inscrits au titre des monuments historiques depuis le 20 mai 1975.